# Bodum

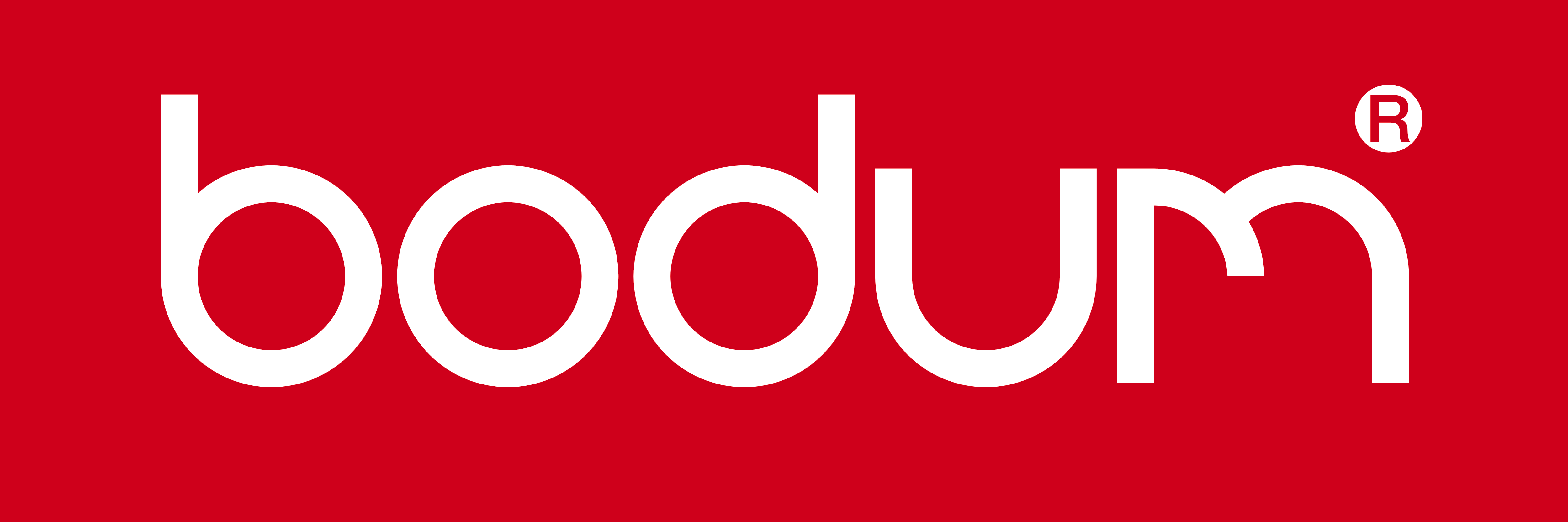

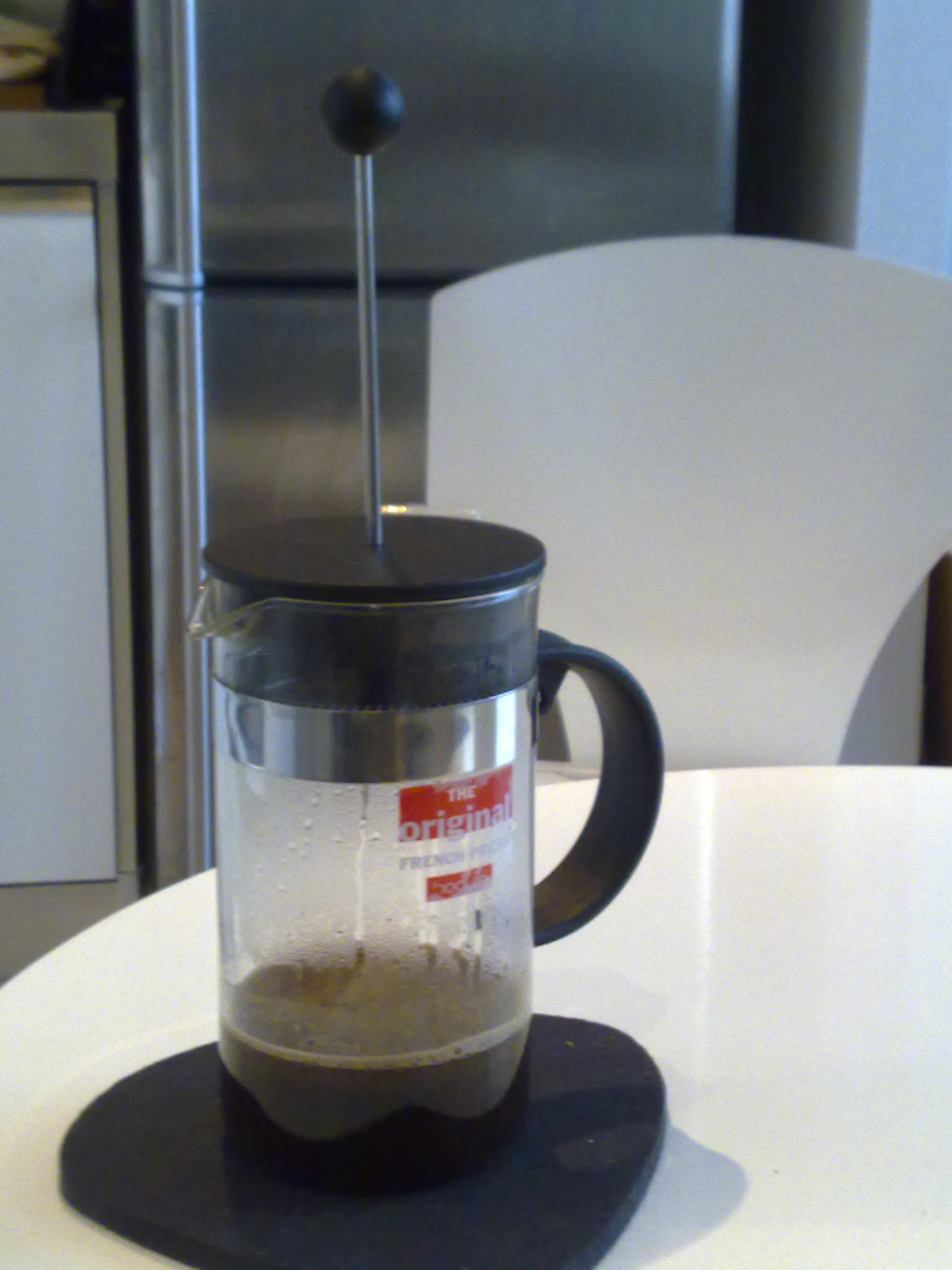

Bodum — компания занимающаяся производством посуды и кухонных принадлежностей.
Была основана Питером Бодумом в 1944 году в Копенгагене, Дания. Компания Bodum известна эстетическим качеством своей продукции. Также является ведущим производителем френч-прессов, вакуумных кофеварок и посуды из боросиликатного стекла

## История
1944 г. — компания Bodum основана Питером Бодумом в Копенгагене в 1960-е годы компания вышла на международный рынок.
Питер Бодум разработал вакуумную кофеварку Сантос (Santos). Благодаря своему уникальному дизайну кофеварка Сантос завоевала международную популярность в 50-е, 60-е и 70-е годы и стала мировым бестселлером.
В 1960-х годах Питер сосредоточился на своей успешной линии для приготовления кофе, выпустив вариации в дизайне, такие как «Domingo» – пресс для заваривания от четырех до шести чашек кофе. А также «Rio» – пресс для приготовления до 12-ти чашек кофе, что идеально подошло для ресторанного использования.
1974 г. — компанию возглавил Йорген Бодум сын основателя, он был намерен продолжить традиции компании. В этом же году на рынок вышел первый френч-пресс Bodum получивший название Бистро (Bistro). Бистро был отмечен специалистами, как наиболее экологичное приспособление для заваривания кофе, а также завоевал престижные международные и датские премии в области дизайна.
1978 г. — было принято стратегическое решение о переносе компании в Швейцарию. Вскоре компания Bodum начала открывать магазины и брендовые отделы в разных городах мира: в Париже, Копенгагене, Цюрихе, Люцерне, Токио, Нью-Йорке, Сиднее, Окленде и в других городах.
1980 г. — Бодум и Йоргенсен запускают линию столовых приборов на основе дизайна «Bistro». Год спустя компания открывает для себя новую категорию продукции, выпустив чайник «Osiris».
1982 г. — появился новый член семейства «Bistro» – вакуумная колба.
1984 г. — запущено производство чайника «Teabowl».
1986 г. — Bodum выходят на розничный рынок, открыв первый магазин компании в Лондоне.
1991 г. — по заказу Британского Чайного Совета, был разработан чайник «Ассам» (Assam). Разработав чайник «Ассам», компания Bodum изобрела новый способ заваривания чая. Bodum применил те же принципы, которые были использованы в производстве кофейного «французского пресса». Под плотно прилегающим к стенкам чайника фильтром происходит процесс заваривания, который легко завершить, плавно опустив вниз поршень. Также, в этом году компания запустила линию чая и выпустила заварник «Shin Cha», за которой последовал фильтр воды «Neptun», который также вошел в семейство «Bistro».
1992 г. — компания Bodum начинает внедряться в сектор электробытовых приборов.

## Интересные факты
Bodum является на 100 % семейным бизнесом. В настоящее время, владельцами компании являются Пиа Бодум (Pia Bodum) и Йорген Бодум (Jørgen Bodum), дочь и сын основателя компании Питера Бодума.
Компания Bodum является главным спонсором Музея Современного Искусства «Луизиана» в г. Хумлебеке (Дания).
С 1974 г. компания Bodum произвела более 100 миллионов французских кофейных прессов и 30 миллионов чайников.